# Odnosi Hrvatske i Svete Stolice
Odnosi Hrvatske i Svete Stolice odnose se na dvostrane odnose između Hrvatske i Svete Stolice. Diplomatski odnosi su uspostavljeni 8. veljače 1992., nakon što je Hrvatska stekla neovisnost od SFR Jugoslavije, iako sežu daleko u prošlost.
Prema popisu stanovništva iz 2011. godine, 86,28% od 4,5 milijuna stanovnika Hrvatske izjasnilo se katolicima.
Papa Ivan Pavao II. bio je prvi papa koji je posjetio Republiku Hrvatsku (1994.).
Ivan Pavao II. postao je prvi papa koji je posjetio Republiku Hrvatsku. To se dogodilo 10. rujna 1994., tijekom razdoblja Domovinskog rata. Papa je 11. rujna predvodio euharistijsko slavlje u Zagrebu pred oko milijun ljudi povodom 900. obljetnice osnutka Zagrebačke nadbiskupije. Također je službeno otvorio i blagoslovio zgradu Apostolske nuncijature u Zagrebu. Ivan Pavao II. posjetio je Hrvatsku još dva puta; prvi put od 2. do 4. listopada 1998., tijekom kojeg je kanonizirao kardinala Stepinca u hrvatskom nacionalnom svetištu Marija Bistrica, pred oko 500 tisuća ljudi, a kasnije je predvodio misu povodom 1700. obljetnice grada Splita. Drugi put bio je u posjetu od 5. do 9. lipnja 2003., tijekom kojeg je posjetio Krk, Rijeku, Zadar, Dubrovnik, Osijek i Đakovo. Papa Benedikt XVI. posjetio je Zagreb od 4. do 5. lipnja 2011. godine.